# Королева ночи (сериал)
«Королева ночи» (тур. Gecenin Kraliçesi) — турецкий драматический телесериал выходивший на телеканале Star TV с 12 января 2016 года по 19 апреля 2016 года. Главные роли в нём сыграли Мерьем Узерли, Мурат Йылдырым и Угур Полат.
Сериал не имел коммерческого успеха и получил отрицательные отзывы от критиков, вследствие чего был закрыт после 15 серий.

## Сюжет
Селин — красивая молодая женщина, чья мать — француженка, а отец — турок. Она живёт на юге Франции, в живописном городке Грас. Селин — талантливый парфюмер и владелица небольшого магазина ароматов в старой части города. Её творения пользуются популярностью среди туристов. Работа приносит Селин не только доход, но и удовольствие. Её жизнь текла спокойно и размеренно, пока судьбоносная встреча с молодым мужчиной по имени Картал не изменила всё. После этой встречи их жизни уже не будут прежними.
Картал — молодой бизнесмен из Турции. Он умен, красив, богат и приехал во Францию по делам. Увидев Селин, он мгновенно влюбляется. Молодые люди проводят вместе незабываемый день, на закате которого распускается редчайший цветок — «Королева ночи». Этот цветок раскрывается ночью и увядает к утру. Согласно легенде, пары, успевшие полюбоваться им, обретают уникальную связь. Но уже на следующее утро Карталу приходится вернуться в Стамбул. Там его приёмный отец и одновременно тесть настаивает, чтобы Картал отказался от этой любви, ведь он женат на Эсре, дочери своего названного отца. Этот брак изначально был несчастливым, так как Картал женился лишь под давлением, не испытывая к Эсре любви, хотя она с детства была влюблена в него.
Спустя несколько лет Селин с маленьким сыном отправляется в Турцию по семейным делам. Там она знакомится с влиятельным бизнесменом Азизом Алканом. Его жена умерла при родах, оставив ему двоих детей. Кроме того, Азиз воспитывает приёмного сына, которого взял под опеку после трагической гибели своего лучшего друга. Азиз долгое время не думал о любви и браке, но встреча с Селин пробудила в нём забытые чувства. Он приглашает её остаться в Стамбуле и познакомиться с его семьёй. Неожиданно Селин встречает Картала, который оказывается приёмным сыном Азиза. В прошлом — сирота, а теперь успешный бизнесмен, Картал многим обязан своему отчиму. Именно дела Азиза привели его в Грас. Встреча с Селин пробуждает в нём прежние чувства, и он оказывается в состоянии отчаяния, видя её рядом с Азизом.
Тем временем Азиз, всё больше привязываясь к Селин, тоже начинает испытывать сильные чувства к ней. Между отцом и сыном разгорается конфликт из-за любви к одной женщине. Селин предстоит сделать непростой выбор: Азиз или Картал?

## В ролях
| Актёр            | Роль   |
| ---------------- | ------ |
| Мерьем Узерли    | Селин  |
| Мурат Йылдырым   | Картал |
| Угур Полат       | Азиз   |
| Фунда Эрйигит    | Эсра   |
| Бурак Дениз      | Мерт   |
| Седа Акман       | Хюма   |
| Селим Байрактар  | Хакан  |
| Дениз Джелилоглу | Эмре   |

## Факты
- До официального релиза у сериала трижды менялось название. Изначальными вариантами были «Аромат любви» и «Смелость».
- Сериал транслировался в более чем 30 странах мира, в том числе в России и Польше.
- За съёмки в одной серии Мерьем Узерли получала 170 тысяч турецких лир. Помимо этого, за заключение контракта на участие в сериале актриса запросила у продюсеров одноразовую оплату в размере 2 500 000 турецких лир.
- Съёмки постоянно сопровождались сильнейшей непогодой: в Каннах шёл проливной дождь, а в Ризе случилось наводнение, отрезавшее съёмочную группу от внешнего мира.
- Изначально планировалось ограничиться лишь 13 сериями из-за низких рейтингов сериала. Однако создатели решили снять ещё 2 серии, чтобы логически завершить сериал.
- Ради выбора подходящего места для съёмки первых эпизодов, съёмочная группа посетила около 50 небольших городов и посёлков, прежде чем остановить свой выбор на Грасе.
- После того как Мерьем Узерли из-за стремительно падающих рейтингов снизили оплату за серию, она хотела отказаться от съёмок и уехать в Берлин, однако режиссёры не позволили ей сделать это. Похожий опыт, по слухам, произошёл с создателями сериала «Великолепный век», когда Узерли никого не предупредив уехала в Германию по причине разлада с продюсерами из-за оплаты её труда.